# Кузнецов, Олег Александрович
Олег Александрович Кузнецов (род. 31 января 1960) — советский и российский хоккеист, нападающий. Мастер спорта СССР. Тренер.

## Биография
Воспитанник СКА (Куйбышев). Выступал за команды «Маяк» Куйбышев (1977/78), СКА Куйбышев (1978/79), СКА Хабаровск (1979/80), СК им. Урицкого (Казань, 1980/81), «Кристалл» Саратов (1981/82 — 1984/85), «Торпедо» Тольятти (1985/86 — 1987/88), «Ижсталь» Ижевск (1991/92), ЦСК ВВС-«Маяк» Самара (1992/93).
В высшей лиге провёл сезон 1981/82, набрал 13 (6+7) очков в 36 играх. По другим данным, в «Ижстали» играл Олег Владимирович Кузнецов.
Серебряный призёр хоккейного турнира зимней Универсиады 1983 года.
Чемпион мира среди ветеранов (2000, Канада).
Играющий тренер команды Ночной хоккейной лиги «Метеор» (Орёл). Детский тренер в Липецке («Динамо», спортивная школа № 11).